# Carl Obenland
Carl Obenland (* 21. Januar 1908 in Schwäbisch Hall; † 24. März 2008 in Murrhardt) war ein deutscher Landschafts- und Porträtmaler.

## Leben
Obenland studierte von 1925 bis 1932 Malerei an der Akademie der Bildenden Künste München bei Franz von Stuck und Angerer. Zu Studienzwecken reiste er in den 1930er-Jahren nach Florenz und London, um alte Meister zu kopieren. Zwischen 1938 und 1940 war er an der Kunstakademie Berlin und studierte an der Kunstgewerbeschule in Charlottenburg. Er betrieb in Steglitz ein kleines Atelier und erhielt erste Porträtaufträge. Zwischen 1930 und 1932 war er an der Kunstakademie Stuttgart bei Hans Spiegel. Von 1940 bis 1947 leistete er Kriegsdienst und geriet in Kriegsgefangenschaft in Frankreich und den USA. Obenland lebte zuletzt im Weiler Lutzensägmühle (Murrhardt).

## Bekannte Porträts
- Otto Warburg (1883–1970), Nobelpreisträger für Medizin[1]
- Theodor Heuss (1884–1963), erster deutscher Bundespräsident; ausgestellt im Theodor-Heuss-Museum Brackenheim
- Johann Lang (1888–1961), deutscher Jurist, seit 1932 Anwalt (Präsident) des Deutschen Genossenschaftsverbands; Sammlung Stiftung GIZ-Genossenschaftshistorisches Informationszentrum Berlin
- Hermann Schulze-Delitzsch (1808–1883), deutscher Sozialreformer, erster Anwalt (Präsident) des Verbands der auf Selbsthilfe beruhenden Deutschen Erwerbs- und Wirtschaftsgenossenschaften; Sammlung Stiftung GIZ-Genossenschaftshistorisches Informationszentrum Berlin[2]
- die Stadtoberhäupter seiner Geburtsstadt Emil Hauber, Wilhelm Prinzing, Ernst Hornung und Karl-Friedrich Binder; ausgestellt im Rathaus in Schwäbisch Hall

## Belege
1. ↑  Berliner Ehrenbürger: Otto Heinrich Warburg (Seite nicht mehr abrufbar, festgestellt im April 2018. Suche in Webarchiven)  Info: Der Link wurde automatisch als defekt markiert. Bitte prüfe den Link gemäß Anleitung und entferne dann diesen Hinweis.
2. ↑  http://www.stiftung-giz.de Informationen zum Gemälde in der Online-Datenbank GenoFinder unter Signatur: EX-00850